# 8721 AMOS
8721 AMOS (1996 AO3, 1979 YO1, 1981 AU1, 1986 RA11, 1986 RQ17, 8721 AMOS) — астероїд головного поясу, відкритий 14 січня 1996 року.
Тіссеранів параметр щодо Юпітера — 3,059.